# Landesbildungszentrum für Blinde
Das Landesbildungszentrum für Blinde (LBZB) Hannover ist eine soziale Bildungseinrichtung des Landes Niedersachsen für die Beratung, Bildung, Ausbildung und Rehabilitation blinder und sehbehinderter Menschen. Es verbindet ein Internat mit allgemeinbildenden Förderschulen der Primar- und Sekundarstufen I, Berufsfachschulen und anderen Bildungsangebote wie Frühförderung, Umschulung, Berufsausbildung, Therapien und Betreuung von Schülern in anderen, inklusiven Schulen. Fachaufsicht und Schulträgerschaft hat das Niedersächsische Landesamt für Soziales, Jugend und Familie.
Das Landesbildungszentrum liegt im Stadtteil Kirchrode an der Grenze zu Kleefeld, am südlichen Waldrand der Eilenriede.

## Bildungsangebot
Bis zur Einschulung des (möglicherweise neben noch anderen Behinderungen) blinden oder hochgradig sehbehinderten Kindes bietet das Landesbildungszentrum die Frühförderung des Kindes, die Entwicklungsbegleitung der Familie und die Beratung der Eltern an.
Schüler werden in zwei Förderschulen unterrichtet. In der Schule mit dem Förderschwerpunkt „Sehen (Blinde)“ entsprechend der niedersächsischen Richtlinien für die Grund-, Haupt- und Förderschule „Schwerpunkt Lernen“ mit möglichem Hauptschulabschluss, Mittlerem Schulabschluss oder dem niedersächsischen Erweiterten Sekundarabschluss I. Oder in der Schule mit dem Förderschwerpunkt „Sehen (Blinde) und Geistige Entwicklung“ für Schülerinnen und Schüler, die in ihrer geistigen Entwicklung beeinträchtigt sind. Außerdem werden Schüler in anderen, integrativen und inklusiven Schulen betreut.
Für die berufliche Bildung gibt es verschiedene Vollzeitschulen, Ausbildungen, Berufsvorbereitungen und Qualifizierungsmodule. Unter anderem die Berufsfachschule Wirtschaft, die Ausbildung zum Kaufmann für Bürokommunikation oder die zum Hauswirtschafter. Außerdem gibt es Angebote für die Rehabilitation und Umschulung von Späterblindeten.

### Medienzentrale im Landesbildungszentrum für Blinde in Hannover
Die Medienzentrale im Landesbildungszentrum für Blinde in Hannover ist zuständig für die mediale Versorgung blinder und hochgradig sehbehinderter Schüler sowie Auszubildenden, die in Niedersachsen inklusiv unterrichtet werden. Ferner ist sie für die Versorgung derjenigen Kinder und Jugendlichen zuständig, die stationär im LBZB beschult bzw. ausgebildet werden. In Niedersachsen werden ca. 450 blinde, hochgradig sehbehinderte und sehbehinderte Personen von der Medienzentrale im Landesbildungszentrum für Blinde in ihrem Bildungsgang mit spezifischen Medien unterstützt.
Sowohl die landesweit als auch die in den Büchereien und Fachsammlungen des LBZB bereits vorhandenen Lehr- und Lernmittel wie Punktschriftbücher, Texte in Großdruck, audiovisuelle Materialien in digitaler Form, Literatur und Nachschlagewerke auf Datenträgern, Modelle, Landkarten, taktile Grafiken werden in der Medienzentrale erstellt bzw. von der Medienzentrale beschafft, in der Datenbank erfasst und bei Bedarf an die Klientel ausgegeben.
In enger Zusammenarbeit mit dem Niedersächsischen Kultusministerium werden die jährlichen Vergleichs- und Abschlussarbeiten sowie Abituraufgaben für blinde, hochgradig sehbehinderte und sehbehinderte Schüler erstellt.
Die Medienzentrale im LBZB arbeitet kooperativ mit den Medienzentralen in allen Bundesländern zusammen.

## Geschichte

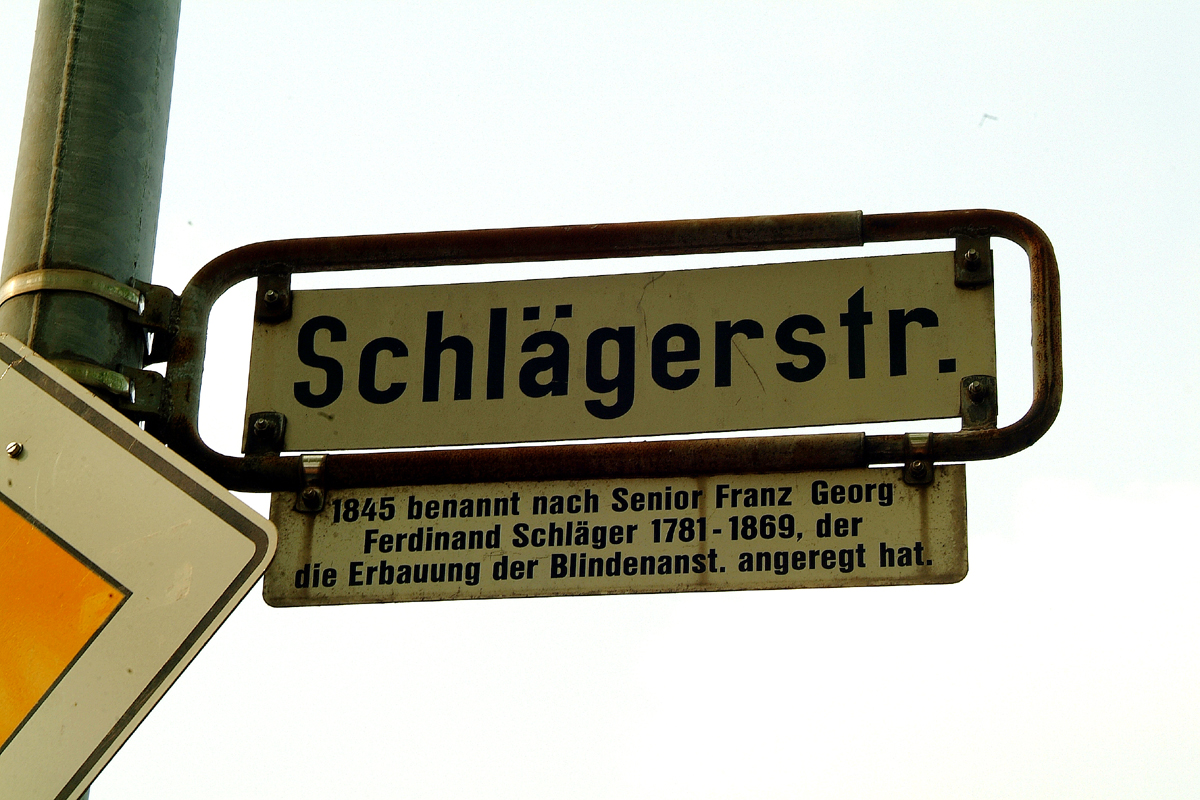
Straßenschild am ursprünglichen Standort der Blindenanstalt

Das Landesbildungszentrum für Blinde wurde am 27. Mai 1845 zum Geburtstag des selbst erblindeten Kronprinzen Georg V. von Hannover als „Königliche Blindenanstalt“ an der Hildesheimer Straße eingeweiht. Schon zuvor hat ihr erster Direktor, Emanuel Friedrich Flemming, sechs blinde Schüler unterrichtet, nachdem sich König Ernst August I. auf Betreiben Pastor Schlägers für Hannover als Standort einer Blindenanstalt entschieden hatte.
Nach dem Ende des Königreich Hannovers 1866 wurde die Schule in „Provinzialständische Blindenanstalt“ umbenannt und zog 1893 in die Kirchröder Straße um, wo sich heute die Alice-Salomon-Schule befindet. Nach dem Ersten Weltkrieg wurde 1919 schließlich der Neubau in der nahegelegenen Bleekstraße bezogen, 150  Schüler und Auszubildende gingen dort zur Schule.

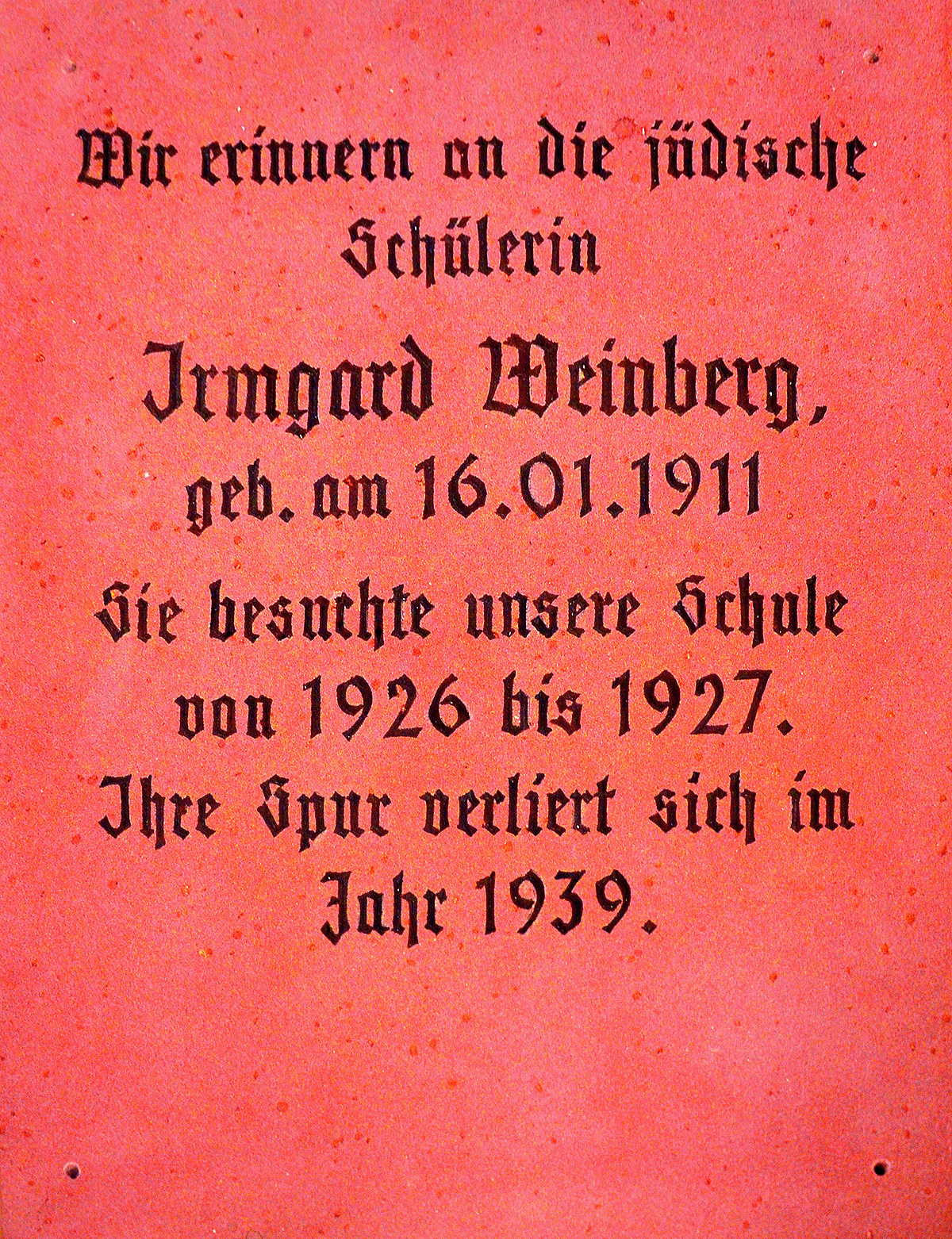
Gedenktafel für eine jüdische Schülerin der Blindenanstalt

Mit Beginn des Nationalsozialismus wurde die Schule in Landesblindenanstalt umbenannt, 1937 wurde eine Handelsschule eingerichtet. Bei Bombenangriffen im Juni und November 1944 und Januar 1945 wurden mehrere Gebäude zerstört und beschädigt, vier Menschen starben. Der Unterricht wurde daraufhin teilweise nach Wunstorf und Walsrode verlegt. Nach Kriegsende wurde der Unterricht wiederaufgenommen, Kriegsblinde wurden umgeschult. Mit der Gründung Niedersachsens folgte die Umbenennung in „Niedersächsische Landesblindenanstalt“.
1964 wurde unter Schulleiter Karl Heinz Baaske eine Abteilung für Schüler mit Taubblindheit gegründet. 1969 wurde der Grundstein für ein eigenes Taubblindenzentrum mit Schule und Wohnheim gelegt, und 1971 bezogen. 1978 wurden Klassen für Schüler mit Mehrfachbehinderung eingerichtet, ab 1979 werden Zivildienstleistende eingesetzt. 1982 erhielt die Schule ihren aktuellen Namen „Landesbildungszentrum für Blinde“.
1995 wurden zum 150-Jährigen der Schule ein Sportzentrum und das Blindenmuseum Hannover eingeweiht. 2013 besuchten 150 Schüler und Auszubildende das Landesbildungszentrum und 155 Kinder die Frühförderung. Außerdem werden externe Schüler betreut.

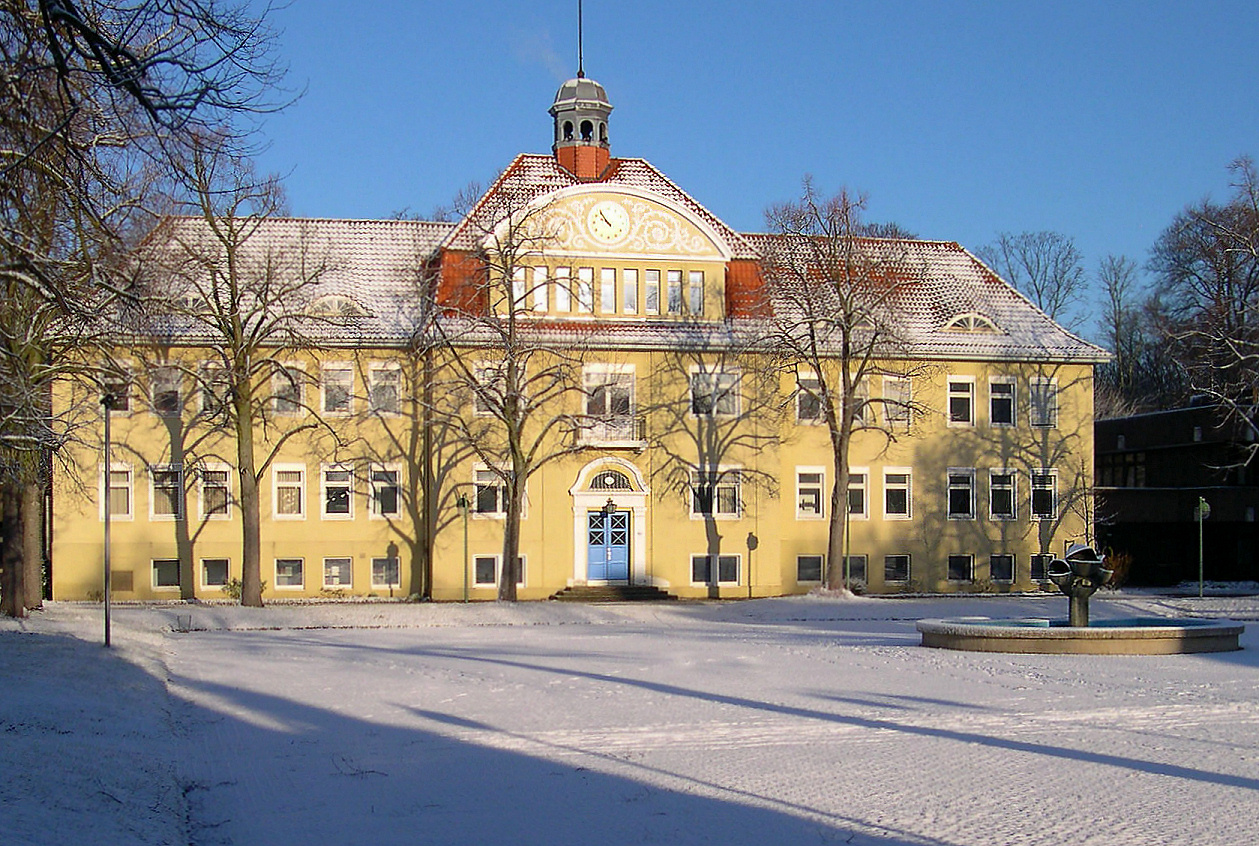
Schulgebäude im Winter
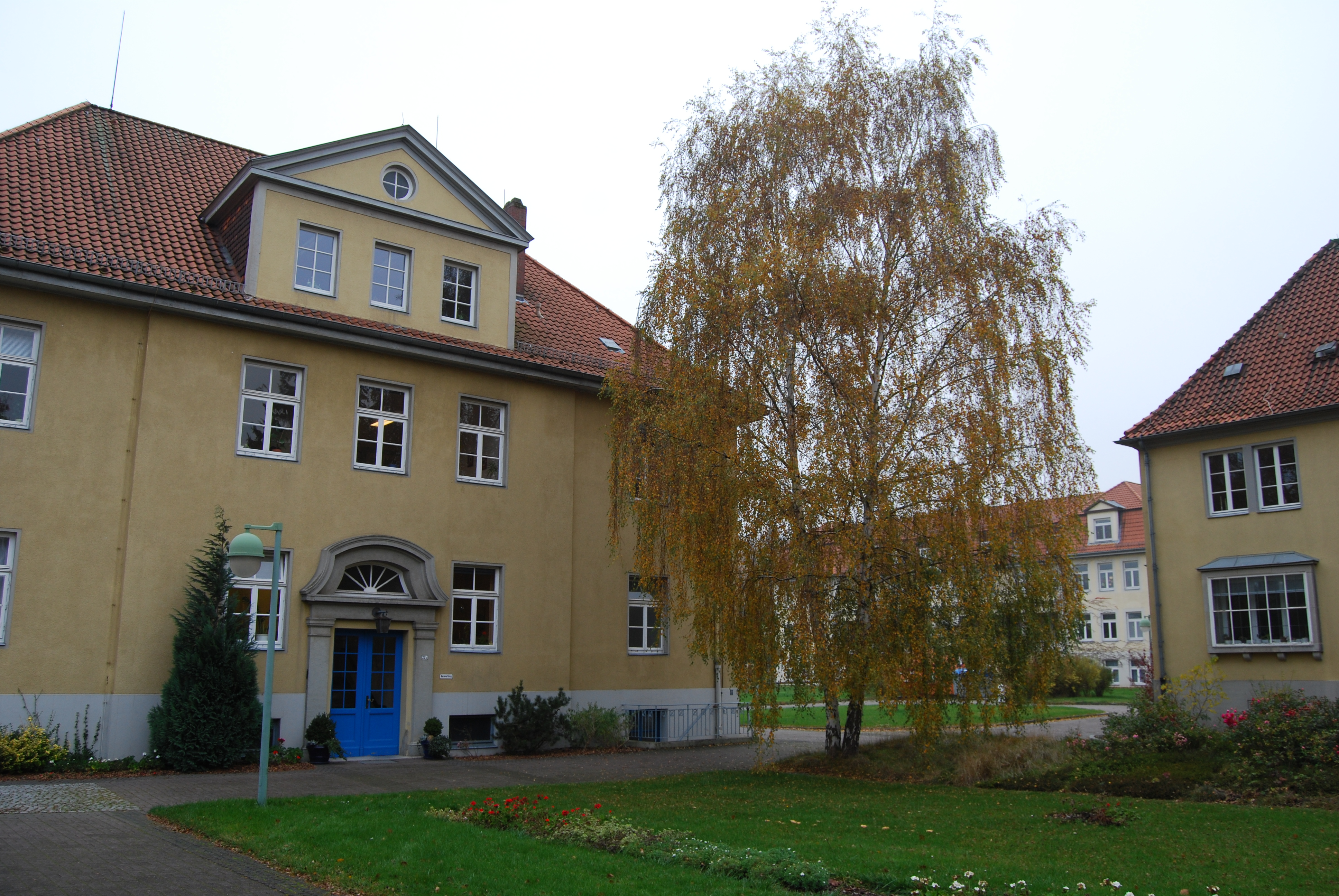
Verwaltungsgebäude
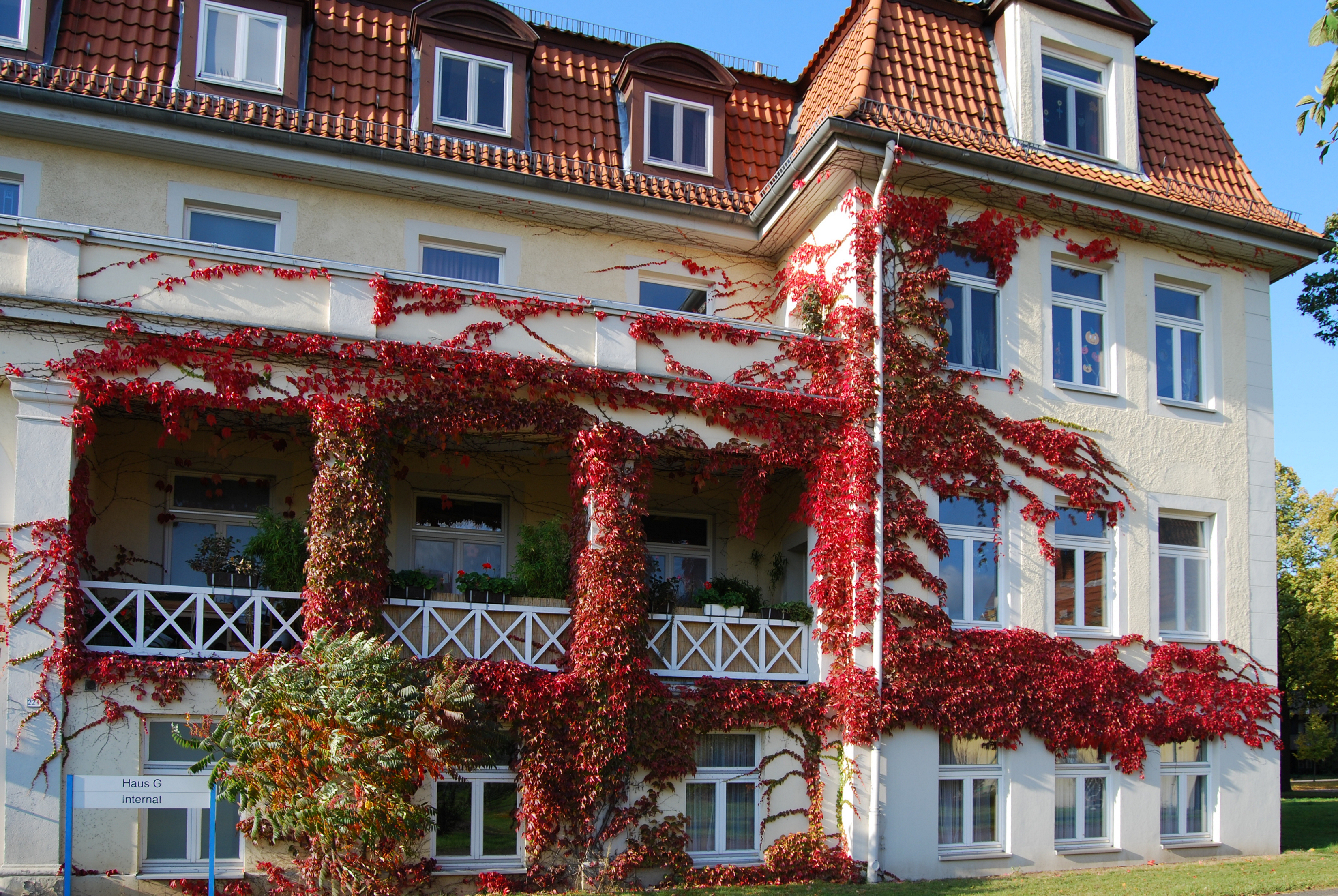
Internat
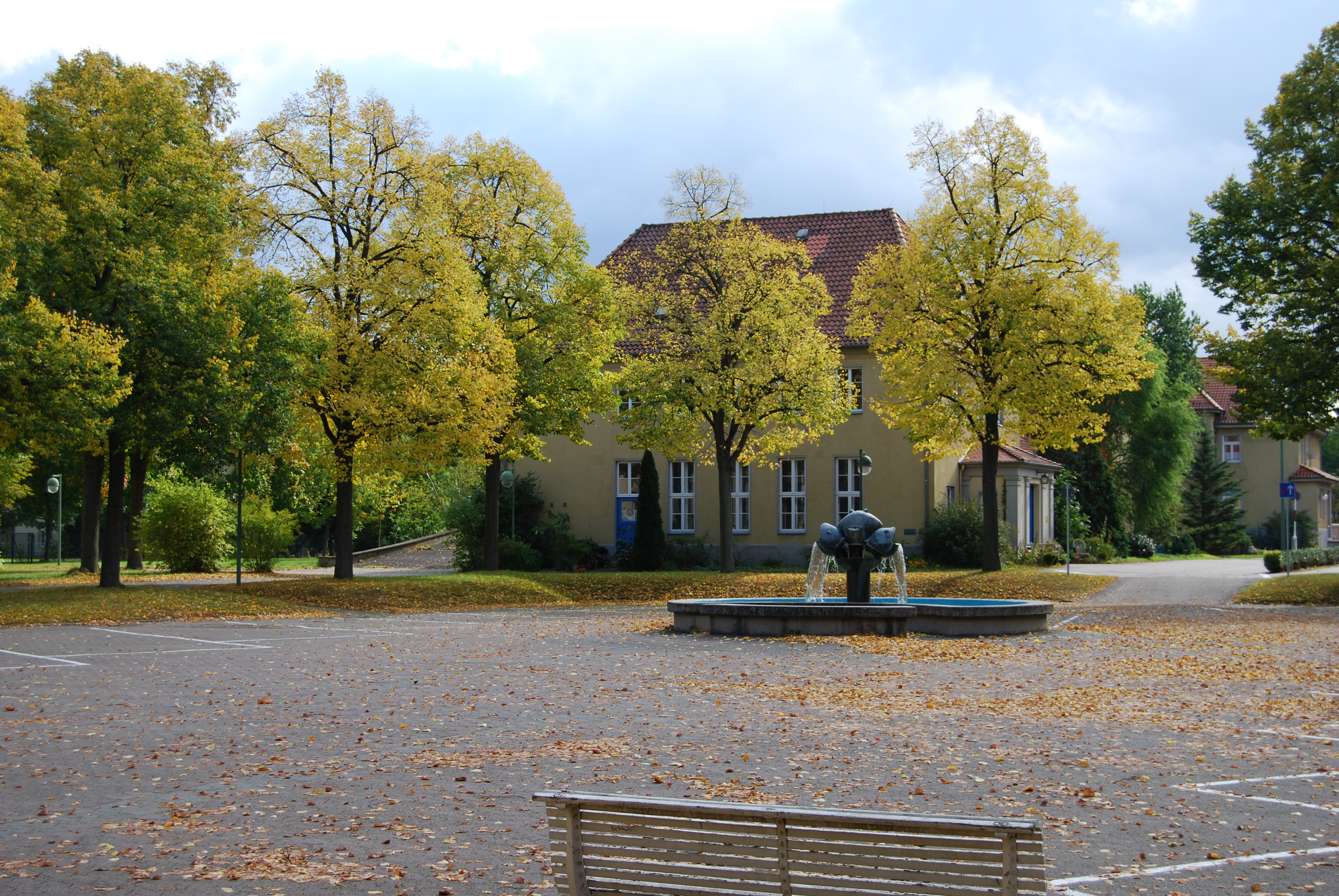
Brunnenplatz